# 친족회
친족회(親族會)는 민법상 행위무능력자를 보호하고 그에 관한 중요한 사항을 의결하기 위하여 친족 등으로 구성한 합의기관을 말한다. 친족회는 특히 후견사무를 감독하며 그 밖의 일정한 신분행위에 관여했다.
친족회는 그 법정대리인, 배우자, 직계혈족, 회원, 이해관계인 또는 검사의 청구에 의하여 가정법원이 소집하며, 행위무능력자를 위한 친족회는 상설기관이었다. 구성원(친족회원)은 3인~10인으로 되어 있으며, 대표자 한 사람을 두어 친족회를 대표하도록 했다. 친족회의가 결의를 할 수 없거나 결의를 하지 않을 때에는 친족회의 소집을 요구할 수 있는 자가 결의에 갈음하는 재판을 청구할 수 있었다. 친족회의 결의에 대해서는 2개월 이내에 친족회의 소집을 요구할 수 있는 사람이 가정법원에 그 결의의 취소를 위한 조정 또는 심판을 청구할 수 있었다.
친족회 제도는 민법 개정으로 2013년 7월 1일에 폐지되고, 후견감독인 제도가 신설되었다.